# Richard Harris Award
Pour les articles homonymes, voir Richard Harris.
Le Richard Harris Award, ou prix Richard-Harris, est une récompense cinématographique accordée chaque année par les British Independent Film Awards. Il récompense les acteurs qui ont considérablement contribué au cinéma britannique. Il a été créé entre 2002 et 2003 pour rendre hommage à l'acteur britannique Richard Harris, mort la même année,. Le prix est attribué pour la première fois à John Hurt lors de la 6e cérémonie des British Independent Film Awards en 2003 ,.

## Lauréats
- 2003  : John Hurt
- 2004  : Bob Hoskins
- 2005 : Tilda Swinton
- 2006 : Jim Broadbent
- 2007 : Ray Winstone
- 2008 : David Thewlis
- 2009 : Daniel Day-Lewis
- 2010 : Helena Bonham Carter
- 2011 : Ralph Fiennes
- 2012 : Michael Gambon
- 2013 : Julie Walters
- 2014 : Emma Thompson
- 2015 : Chiwetel Ejiofor
- 2016 : Alison Steadman
- 2017 : Vanessa Redgrave
- 2018 : Judi Dench
- 2019 : Kristin Scott Thomas
- 2020 : Glenda Jackson
- 2021 : Riz Ahmed
- 2022 : Samantha Morton
- 2023 : Stephen Graham
- 2024 : Sophie Okonedo